# Lista de prefeitos dos municípios da Bahia eleitos em 1996
Esta é a lista de prefeitos dos municípios da Bahia eleitos em 1996.
Nas eleições municipais brasileiras de 1996, todos os municípios baianos elegeram seus prefeitos. Dos três municípios onde o pleito eleitoral poderia ser decidido em um segundo turno, somente em um a possibilidade se concretizou: Feira de Santana.
Até essa ocasião, não existia a reeleição, uma vez que foi validada a partir de 1997, em vigência para as eleições do ano 2000 em diante.
| Nº  | Município                                           | Prefeito                                 | Partido | Votos                               | %                                 |
| --- | --------------------------------------------------- | ---------------------------------------- | ------- | ----------------------------------- | --------------------------------- |
| 1   | Abaíra                                              | Edmundo Oliveira                         | PFL     | 2.835                               | 60,80                             |
| 2   | Abaré                                               | João Dodô Neto                           | PL      | 2.518                               | 38,36                             |
| 3   | Acajutiba                                           | José Luiz Mendes Brito                   | PFL     | 4.224                               | 61,06                             |
| 4   | Adustina                                            | Manoel Vieira de Santana                 | PFL     | 2.706                               | 50,64                             |
| 5   | Água Fria                                           | Balbino Leão de Almeida                  | PL      | 3.316                               | 50,84                             |
| 6   | Aiquara                                             | Manoelito Fernandes Santos               | PFL     | 2.182                               | 75,01                             |
| 7   | Alagoinhas                                          | João Batista Fiscina                     | PDT     | 22.159                              | 47,18                             |
| 8   | Alcobaça                                            | Wilson Alves de Brito                    | PMDB    | 2.564                               | 39,11                             |
| 9   | Almadina                                            | José Raimundo Laudano Santos             | PMDB    | 2.406                               | 55,80                             |
| 10  | Amargosa                                            | Rosalvo Jonas Borges Sales               | PDT     | 6.945                               | 49,82                             |
| 11  | Amélia Rodrigues \|\| Pedro Américo de Britto Filho | PMDB                                     | 4.120   | 40,61                               |                                   |
| 12  | América Dourada                                     | Joelson Cardoso do Rosário               | PTB     | 3.864                               | 50,30                             |
| 13  | Anagé                                               | Elbson Dias Soares                       | PTB     | 7.076                               | 60,50                             |
| 14  | Andaraí                                             | Vicente Cezarino                         | PFL     | 3.115                               | 59,19                             |
| 15  | Andorinha                                           | Aristóteles Mendes da Silva              | PTB     | 2.840                               | 44,63                             |
| 16  | Angical                                             | Antônio Honorato de Souza                | PDT     | 3.937                               | 50,21                             |
| 17  | Anguera                                             | José Ary Vieira Filho                    | PTB     | 3.268                               | 50,52                             |
| 18  | Antas                                               | Aldrovando Felix do Nascimento           | PTB     | 3.809                               | 53,09                             |
| 19  | Antônio Cardoso                                     | Maria Angélica Lopes Carvalho            | PSDB    | 3.589                               | 50,51                             |
| 20  | Antônio Gonçalves \|\| Luiz Gonzaga Amorim Cardoso  | PTB                                      | 3.162   | 60,87                               |                                   |
| 21  | Aporá                                               | Agenor Mendes de Oliveira                | PFL     | 3.121                               | 47,68                             |
| 22  | Apuarema                                            | Raul Fernandes de Oliveira               | PL      | 2.569                               | 65,29                             |
| 23  | Araçás                                              | José Coelho Irmão                        | PT      | 2.317                               | 53,15                             |
| 24  | Aracatu                                             | Florisdeth Santos Maia                   | PL      | 3.776                               | 63,89                             |
| 25  | Araci                                               | José Eliotério da Silva Zedafo           | PDT     | 8.279                               | 50,63                             |
| 26  | Aramari                                             | Genival Cardoso Dantas                   | PMDB    | 2.468                               | 52,21                             |
| 27  | Arataca                                             | José Carlos dos Santos                   | PMN     | 2.348                               | 45,71                             |
| 28  | Aratuípe                                            | Antonio Bonfim Pereira do Lago           | PRP     | 1.716                               | 44,51                             |
| 29  | Aurelino Leal                                       | Gilberto Ramos de Andrade                | PL      | 3.981                               | 73,98                             |
| 30  | Baianópolis                                         | Corcino Gomes da Silva                   | PSC     | 2.710                               | 42,52                             |
| 31  | Baixa Grande                                        | Amado Ferreira da Silva                  | PTB     | 5.004                               | 53,27                             |
| 32  | Banzaê                                              | Jailma Dantas Gama                       | PFL     | 3.948                               | 66,16                             |
| 33  | Barra                                               | Antônio dos Santos                       | PPB     | 7.853                               | 54,03                             |
| 34  | Barra da Estiva                                     | Dante Gutemberg Xavier de Castro         | PFL     | 4.356                               | 49,83                             |
| 35  | Barra do Choça                                      | Oberdan Rocha Dias                       | PMDB    | 5.931                               | 56,71                             |
| 36  | Barra do Mendes                                     | José Carlos Sodré dos Santos             | PFL     | 4.330                               | 53,99                             |
| 37  | Barra do Rocha                                      | Antonio Firmo Leal                       | PTB     | 2.169                               | 55,61                             |
| 38  | Barreiras                                           | Antonio Henrique de Souza Moreira        | PP      | 17.441                              | 45,98                             |
| 39  | Barro Alto                                          | Dijalma Alves de Souza                   | PL      | 2.895                               | 55,82                             |
| 40  | Barro Preto (ex-Governador Lomanto Júnior)          | Fábio Albergaria Nunes Pitanga           | PSC     | 1.618                               | 43,91                             |
| 41  | Belmonte                                            | Fortunato Rafael Rocchigiani Neto        | PL      | 4.502                               | 51,52                             |
| 42  | Belo Campo                                          | Clóvis Soares dos Santos                 | PMDB    | 3.407                               | 49,11                             |
| 43  | Biritinga                                           | Francisco Pedreira Curcino               | PSC     | 2.564                               | 42,42                             |
| 44  | Boa Nova                                            | Valdemar Pereira Carmo                   | PFL     | 4.183                               | 61,93                             |
| 45  | Boa Vista do Tupim                                  | Helder Lopes Campos                      | PMDB    | 4.013                               | 50,80                             |
| 46  | Bom Jesus da Lapa                                   | Nilso Ribeiro Maciel                     | PMDB    | 11.459                              | 57,31                             |
| 47  | Bom Jesus da Serra                                  | Jornando Vilasboas Alves                 | PL      | 2.035                               | 56,87                             |
| 48  | Boninal                                             | Ezequiel Oliveira Santana Paiva          | PFL     | 3.058                               | 57,83                             |
| 49  | Bonito                                              | Alfeu Patrício dos Santos                | PMDB    | 2.085                               | 44,91                             |
| 50  | Boquira                                             | Luiz Carlos Oliveira Machado             | PTB     | 6.205                               | 56,74                             |
| 51  | Botuporã                                            | Hedilio Brandão Marques                  | PTB     | 3.753                               | 68,52                             |
| 52  | Brejões                                             | Florisvaldo Passos de Araújo             | PL      | 3.327                               | 54,14                             |
| 53  | Brejolândia                                         | Marisete de Souza Bastos                 | PFL     | 3.046                               | 54,39                             |
| 54  | Brotas de Macaúbas                                  | Antonio Kleber Ribeiro                   | PL      | 4.344                               | 81,38                             |
| 55  | Brumado                                             | Edmundo Pereira Santos                   | PMDB    | 16.735                              | 65,21                             |
| 56  | Buerarema                                           | Ernandi Sampaio Lins                     | PTB     | 3.361                               | 35,87                             |
| 57  | Buritirama                                          | Oslindo Jacobina de Almeida              | PPB     | 4.550                               | 63,33                             |
| 58  | Caatiba                                             | Humberto de Almeida Antunes              | PFL     | 2.614                               | 72,93                             |
| 59  | Cabaceiras do Paraguaçu                             | Aurino Oliveira Machado Filho            | PMDB    | 3.123                               | 52,94                             |
| 60  | Cachoeira                                           | José Fernandes Maciel Lima               | PRP     | 4.409                               | 36,29                             |
| 61  | Caculé                                              | Vitor Hugo Figueiredo Santos             | PL      | 5.395                               | 53,61                             |
| 62  | Caém (ex-Anselmo da Fonseca)                        | José Freitas de Andrade                  | PFL     | 3.746                               | 60,74                             |
| 63  | Caetanos                                            | Valmi Carlos da Rocha                    | PMDB    | 2.249                               | 61,60                             |
| 64  | Caetité                                             | Dacio Alves de Oliveira                  | PPB     | 11.035                              | 50,28                             |
| 65  | Cafarnaum                                           | Evilásio dos Santos Brasil               | PFL     | 3.353                               | 53,77                             |
| 66  | Cairu                                               | Manuel Veiga Peleteiro Filho             | PFL     | 2.988                               | 58,04                             |
| 67  | Caldeirão Grande                                    | Sérgio Luís Silva Passos                 | PSDB    | 2.547                               | 55,26                             |
| 68  | Camacan                                             | Débora Carvalho Borges Santos            | PTdoB   | 7.284                               | 55,44                             |
| 69  | Camaçari                                            | José Eudoro Reis Tude                    | PTB     | 36.299                              | 61,65                             |
| 70  | Camamu                                              | Marcelo Hlavnicka                        | PTB     | 5.082                               | 46,35                             |
| 71  | Campo Alegre de Lourdes                             | Levi Rodrigues Dias                      | PL      | 6.965                               | 60,72                             |
| 72  | Campo Formoso                                       | José Joaquim de Santana                  | PFL     | 15.812                              | 58,37                             |
| 73  | Canápolis                                           | Hélio José de Oliveira                   | PTB     | 3.085                               | 59,53                             |
| 74  | Canarana                                            | Eraclio de Souza Santos                  | PL      | 5.183                               | 53,93                             |
| 75  | Canavieiras                                         | Antonio Almir Santana Melo               | PTB     | 4.920                               | 36,44                             |
| 76  | Candeal                                             | Antonio Tadeu Cordeiro de Lima           | PPB     | 2.883                               | 52,28                             |
| 77  | Candeias                                            | Antonia Magalhães da Cruz                | PPB     | 13.135                              | 51,02                             |
| 78  | Candiba                                             | Reginaldo Martins Prado                  | PFL     | 5.229                               | 65,11                             |
| 79  | Cândido Sales                                       | Jaimilton Sousa Acioly                   | PMDB    | 6.543                               | 56,83                             |
| 80  | Cansanção                                           | Arivaldo de Souza Pereira                | PFL     | 8.394                               | 64,01                             |
| 81  | Canudos                                             | João Ribeiro Gama                        | PSDB    | 3.145                               | 50,29                             |
| 82  | Capela do Alto Alegre                               | Osvaldo Fernandes de Araújo              | PPB     | 3.479                               | 59,40                             |
| 83  | Capim Grosso                                        | Antonio Adilson Freitas Pinheiro         | PTB     | 5.627                               | 50,08                             |
| 84  | Caraíbas                                            | Lourival Silveira Dias                   | PTB     | 2.862                               | 56,24                             |
| 85  | Caravelas                                           | Francisco Henrique dos Santos            | PFL     | 4.297                               | 55,00                             |
| 86  | Cardeal da Silva                                    | João Ferreira de Carvalho                | PFL     | 1.635                               | 50,79                             |
| 87  | Carinhanha                                          | Raimundo Antonio da Silva                | PSDB    | 5.609                               | 56,81                             |
| 88  | Casa Nova                                           | Dagmar Nogueira dos Santos Brito         | PL      | 12.771                              | 51,00                             |
| 89  | Castro Alves                                        | Geraldo Campos de Moura                  | PPB     | 6.648                               | 50,73                             |
| 90  | Catolândia                                          | Aníbal Teixeira do Nascimento            | PMDB    | 755                                 | 51,22                             |
| 91  | Catu                                                | José Nardison Borges de Sales            | PMDB    | 14.236                              | 58,16                             |
| 92  | Caturama                                            | Salomão Pereira Fernandes                | PTB     | 2.745                               | 62,86                             |
| 93  | Central                                             | Genario Martins de Almeida               | PFL     | 4.428                               | 49,84                             |
| 94  | Chorrochó                                           | José Juvenal de Araújo                   | PL      | 4.205                               | 92,89                             |
| 95  | Cícero Dantas                                       | Arlete Bitencourt de Castro              | PPB     | 8.180                               | 50,77                             |
| 96  | Cipó                                                | João Ferreira da Silva                   | PFL     | 4.404                               | 62,34                             |
| 97  | Coaraci                                             | Joaquim Almeida Torquato                 | PMDB    | 5.750                               | 49,90                             |
| 98  | Cocos                                               | João da Silva Carneiro                   | PFL     | 4.585                               | 56,30                             |
| 99  | Conceição da Feira                                  | Carlos Evandro Pires Mascarenhas         | PFL     | 3.787                               | 55,99                             |
| 100 | Conceição do Almeida                                | Lúcia Borges Coni                        | PL      | 3.283                               | 59,29                             |
| 101 | Conceição do Coité                                  | Ewerton Rios D'Araújo Filho              | PPB     | 15.736                              | 57,89                             |
| 102 | Conceição do Jacuípe                                | Tânia Marli Ribeiro Yoshida              | PV      | 5.027                               | 40,25                             |
| 103 | Conde                                               | Hélio Francisco dos Santos               | PL      | 3.650                               | 54,13                             |
| 104 | Condeúba                                            | Marcolino Gonsalves da Silva Neto        | PFL     | 4.806                               | 51,09                             |
| 105 | Contendas do Sincorá                                | Lourival dos Santos Silva                | PFL     | 1.552                               | 50,75                             |
| 106 | Coração de Maria                                    | Marilton Ferreira dos Santos             | PL      | 7.552                               | 66,08                             |
| 107 | Cordeiros                                           | Lindolfo Ribeiro da Silva                | PFL     | 3.352                               | 80,69                             |
| 108 | Coribe                                              | José Alves Ferreira                      | PFL     | 4.169                               | 55,15                             |
| 109 | Coronel João Sá                                     | José Adelmo dos Santos                   | PFL     | 3.870                               | 66,67                             |
| 110 | Correntina                                          | Ezequiel Pereira Barbosa                 | PMDB    | 6.943                               | 54,63                             |
| 111 | Cotegipe                                            | Solange Silveira Passos Crisóstomo       | PFL     | 2.863                               | 49,80                             |
| 112 | Cravolândia                                         | Manoelito Passos Araújo                  | PMDB    | 2.130                               | 62,55                             |
| 113 | Crisópolis                                          | José Caldas Filho                        | PFL     | 4.854                               | 57,33                             |
| 114 | Cristópolis                                         | Jair Paiva de Miranda                    | PFL     | 4.119                               | 56,49                             |
| 115 | Cruz das Almas                                      | Raimundo Jean Cavalcante Silva           | PTB     | 10.469                              | 47,95                             |
| 116 | Curaçá                                              | Salvador Lopes Gonsalves                 | PSDB    | 5.740                               | 51,26                             |
| 117 | Dário Meira                                         | Carlos Olympio Pinto de Azevedo Neto     | PL      | 1.153                               | 26,84                             |
| 118 | Dias d'Ávila                                        | Américo Maia Pereira Rodrigues           | PFL     | 10.450                              | 69,57                             |
| 119 | Dom Basílio                                         | Luciano Pereira Silva                    | PSC     | 3.140                               | 54,58                             |
| 120 | Dom Macedo Costa                                    | Edvaldo Caldas de Andrade                | PPB     | 1.833                               | 50,69                             |
| 121 | Elísio Medrado                                      | Domingos Almeida Peixoto                 | PMDB    | 2.700                               | 53,40                             |
| 122 | Encruzilhada                                        | Antonio Cosme Silva                      | PTB     | 5.041                               | 62,04                             |
| 123 | Entre Rios                                          | Raul Malbouisson Mello                   | PFL     | 7.642                               | 51,22                             |
| 124 | Érico Cardoso (ex-Água Quente)                      | João Paulo de Souza                      | PFL     | 2.388                               | 50,01                             |
| 125 | Esplanada                                           | Fernando Grisi                           | PFL     | 4.140                               | 37,53                             |
| 126 | Euclides da Cunha                                   | Atayde José da Silva                     | PFL     | 11.858                              | 52,10                             |
| 127 | Eunápolis                                           | Paulo Ernesto Ribeiro da Silva           | PMDB    | 11.093                              | 37,98                             |
| 128 | Fátima                                              | Eduardo Pires de Andrade                 | PFL     | 4.122                               | 55,78                             |
| 129 | Feira da Mata                                       | Elias Pereira de Souza Filho             | PSDB    | 1.621                               | 53,48                             |
| 130 | Feira de Santana                                    | José Falcão da Silva                     | PPB     | 50.258 (1º turno) 88.076 (2º turno) | 29,44 (1º turno) 52,15 (2º turno) |
| 131 | Filadélfia                                          | Lourivaldo Pereira Maia                  | PL      | 3.870                               | 56,29                             |
| 132 | Firmino Alves                                       | Vailson da Silva Cunha                   | PL      | 2.100                               | 77,92                             |
| 133 | Floresta Azul                                       | Raimundo Silva Cardoso                   | PFL     | 3.303                               | 50,50                             |
| 134 | Formosa do Rio Preto                                | Pedro Guedes Filho                       | PFL     | 3.938                               | 55,17                             |
| 135 | Gandu                                               | Antonio Carlos Farias Nunes              | PMDB    | 7.277                               | 55,55                             |
| 136 | Gavião                                              | Humberto José Vieira                     | PMN     | 1.617                               | 50,91                             |
| 137 | Gentio do Ouro                                      | Edmundo Pereira Bastos                   | PSDB    | 2.445                               | 49,16                             |
| 138 | Glória                                              | Tertuliano Pedro Lisboa                  | PFL     | 3.696                               | 56,39                             |
| 139 | Gongogi                                             | Roque Rocha Monteiro                     | PFL     | 1.395                               | 36,87                             |
| 140 | Governador Mangabeira                               | Anatelis Ferreira de Almeida             | PPB     | 4.685                               | 60,24                             |
| 141 | Guajeru                                             | Dotino Souza Costa                       | PL      | 1.750                               | 51,70                             |
| 142 | Guanambi                                            | Sizaltina Rodrigues Donato               | PTB     | 14.459                              | 47,51                             |
| 143 | Guaratinga                                          | Manoel Porto Martins                     | PPS     | 3.274                               | 34,68                             |
| 144 | Heliópolis                                          | Aroaldo Barbosa de Andrade               | PSB     | 3.124                               | 51,15                             |
| 145 | Iaçu                                                | Maurilo José Ramos Sobrinho              | PFL     | 5.300                               | 49,35                             |
| 146 | Ibiassucê                                           | Edno Messias Brito de Andrade            | PFL     | 2.880                               | 62,69                             |
| 147 | Ibicaraí                                            | Astor José Mauro Ribeiro                 | PSDB    | 6.141                               | 44,65                             |
| 148 | Ibicoara                                            | Arnaldo Silva Pires                      | PFL     | 2.375                               | 51,04                             |
| 149 | Ibicuí                                              | Jediael Veiga Morais                     | PSL     | 3.757                               | 50,09                             |
| 150 | Ibipeba                                             | Jovino Soares Barreto                    | PDT     | 4.680                               | 55,79                             |
| 151 | Ibipitanga                                          | José Xavier Mendes                       | PFL     | 3.352                               | 51,14                             |
| 152 | Ibiquera                                            | Donato Ramos Oliveira                    | PTB     | 1.424                               | 54,79                             |
| 153 | Ibirapitanga                                        | Ruiverson Lemos Barcelos                 | PL      | 4.292                               | 50,55                             |
| 154 | Ibirapuã                                            | Francistonio Alves Pinto Júnior          | PSB     | 2.259                               | 54,21                             |
| 155 | Ibirataia                                           | José Antonio da Costa                    | PTB     | 5.114                               | 53,84                             |
| 156 | Ibitiara                                            | Juarez Marcelino da Silva                | PFL     | 4.224                               | 64,08                             |
| 157 | Ibititá                                             | Domingos Moitinho Dourado                | PTB     | 3.862                               | 41,65                             |
| 158 | Ibotirama                                           | Roberval Alves de Souza                  | PFL     | 5.715                               | 52,33                             |
| 159 | Ichu                                                | José Martins Carneiro                    | PFL     | 2.841                               | 72,27                             |
| 160 | Igaporã                                             | José Clamito Fagundes Ledo               | PMDB    | 4.213                               | 50,61                             |
| 161 | Igrapiúna                                           | José Edmundo Seixas Docio                | PTB     | 2.849                               | 58,54                             |
| 162 | Iguaí                                               | Wanderley Fraga Lima                     | PMDB    | 6.333                               | 52,84                             |
| 163 | Ilhéus                                              | Jabes Sousa Ribeiro                      | PSDB    | 41.065                              | 64,65                             |
| 164 | Inhambupe                                           | Simone Simões Neri Prinz                 | PL      | 6.727                               | 52,28                             |
| 165 | Ipecaetá                                            | Elcior Piaggio de Oliveira               | PSC     | 5.026                               | 56,94                             |
| 166 | Ipiaú                                               | José Mota Fernandes                      | PFL     | 8.939                               | 51,85                             |
| 167 | Ipirá                                               | Luiz Carlos Santos Martins               | PFL     | 13.569                              | 50,68                             |
| 168 | Ipupiara                                            | José Luciano Novais                      | PPB     | 2.902                               | 66,26                             |
| 169 | Irajuba                                             | Cosme Eliezer Silveira Rios da Hora      | PFL     | 2.000                               | 64,33                             |
| 170 | Iramaia                                             | Antonio Rodrigues Caires                 | PL      | 3.074                               | 50,06                             |
| 171 | Iraquara                                            | Paulo Miranda Leles                      | PFL     | 3.715                               | 51,90                             |
| 172 | Irará                                               | Antonio Campos de Cerqueira              | PFL     | 5.761                               | 49,05                             |
| 173 | Irecê                                               | Adalberto Lelis Filho                    | PSB     | 12.538                              | 53,18                             |
| 174 | Itabela                                             | Ivo Manzoli                              | PFL     | 4.805                               | 52,53                             |
| 175 | Itaberaba                                           | Josenildo Miguel de Brito                | PSDB    | 9.700                               | 41,75                             |
| 176 | Itabuna                                             | Fernando Gomes Oliveira                  | PTB     | 34.352                              | 43,61                             |
| 177 | Itacaré                                             | Antonio Hudson Santana Vasconcelos       | PL      | 2.629                               | 45,63                             |
| 178 | Itaeté                                              | Leonídio Souza Damasceno Filho           | PDT     | 3.387                               | 63,04                             |
| 179 | Itagi                                               | Adenilson Rosa dos Santos                | PTB     | 3.455                               | 60,69                             |
| 180 | Itagibá                                             | Gilson Manoel Fonseca                    | PTB     | 4.213                               | 65,80                             |
| 181 | Itagimirim                                          | Gildo Gonçalves da Costa                 | PTB     | 1.454                               | 40,48                             |
| 182 | Itaguaçu da Bahia                                   | Ney Alves de Carvalho                    | PTB     | 2.874                               | 55,99                             |
| 183 | Itaju do Colônia                                    | Gerson Varjão de Andrade                 | PTB     | 2.669                               | 71,65                             |
| 184 | Itajuípe                                            | Carlos Alberto Guimarães Batista         | PDT     | 6.691                               | 56,13                             |
| 185 | Itamaraju                                           | Dilson Batista Santiago                  | PT      | 12.054                              | 46,48                             |
| 186 | Itamari                                             | Antonio Leandro de Matos                 | PL      | 2.038                               | 50,66                             |
| 187 | Itambé                                              | Carlos Robério Nunes de Andrade Santos   | PFL     | 5.513                               | 50,26                             |
| 188 | Itanagra                                            | Maria José Bahiense da Costa             | PTB     | 1.283                               | 53,84                             |
| 189 | Itanhém                                             | Oséas Moreira Lisboa]]                   | PFL     | 6.774                               | 58,20                             |
| 190 | Itaparica                                           | Vicente Gonçalves da Silva               | PSDB    | 2.445                               | 37,76                             |
| 191 | Itapé                                               | Pedro Jackson Brandão Almeida            | PSB     | 2.582                               | 53,60                             |
| 192 | Itapebi                                             | Almir José Stolze Filho                  | PTB     | 3.047                               | 49,71                             |
| 193 | Itapetinga                                          | José Otávio Curvelo                      | PL      | 13.603                              | 50,87                             |
| 194 | Itapicuru                                           | José Caldas de Almeida                   | PMDB    | 5.931                               | 58,86                             |
| 195 | Itapitanga                                          | José Alves de Araújo                     | PMDB    | 2.415                               | 53,54                             |
| 196 | Itaquara                                            | Astor Moura Araújo                       | PMDB    | 2.115                               | 50,57                             |
| 197 | Itarantim                                           | Ricardo de Melo Souto                    | PSDB    | 4.646                               | 51,35                             |
| 198 | Itatim                                              | José Edson Figueiredo Andrade            | PPB     | 3.233                               | 52,22                             |
| 199 | Itiruçu                                             | Wagner Pereira Novaes                    | PSDB    | 3.602                               | 52,22                             |
| 200 | Itiúba                                              | Antonio Manoel Neto                      | PFL     | 5.183                               | 36,18                             |
| 201 | Itororó                                             | Edineu Oliveira dos Santos               | PFL     | 5.605                               | 51,26                             |
| 202 | Ituaçu                                              | Lupes José dos Santos                    | PPB     | 4.445                               | 57,90                             |
| 203 | Ituberá                                             | Érico Leite                              | PL      | 5.938                               | 59,69                             |
| 204 | Iuiú                                                | Manoel Francisco Guedes                  | PTB     | 2.772                               | 55,89                             |
| 205 | Jaborandi                                           | José Dias da Silva                       | PSDB    | 2.446                               | 55,93                             |
| 206 | Jacaraci                                            | Evangelista Antonio Alves de Souza       | PMDB    | 3.534                               | 53,39                             |
| 207 | Jacobina                                            | Leopoldo Moraes Passos                   | PFL     | 13.481                              | 41,39                             |
| 208 | Jaguaquara                                          | Ítalo Rabelo do Amaral                   | PFL     | 9.447                               | 57,09                             |
| 209 | Jaguarari                                           | Edson Luiz de Almeida                    | PSDB    | 7.070                               | 53,35                             |
| 210 | Jaguaripe                                           | Deralsita Antônia Teixeira de Pinho      | PL      | 3.283                               | 66,50                             |
| 211 | Jandaíra                                            | Jaime Paulo dos Santos                   | PSC     | 1.197                               | 32,70                             |
| 212 | Jequié                                              | Roberto Pereira de Brito                 | PFL     | 23.508                              | 45,07                             |
| 213 | Jeremoabo                                           | João Batista Melo de Carvalho            | PFL     | 8.731                               | 55,53                             |
| 214 | Jiquiriçá                                           | Carlos Alberto dos Santos Rocha          | PFL     | 4.206                               | 66,04                             |
| 215 | Jitaúna                                             | Gilberto Lopes dos Santos Filho          | PTB     | 4.881                               | 67,70                             |
| 216 | João Dourado                                        | Jailton Luiz Dourado França              | PFL     | 4.522                               | 48,32                             |
| 217 | Juazeiro                                            | Rivadávio Espínola Ramos                 | PFL     | 35.357                              | 53,83                             |
| 218 | Jucuruçu                                            | Porfiro Antonio Rodrigues                | PL      | 3.227                               | 56,21                             |
| 219 | Jussara                                             | Valter Mendes Lopes                      | PFL     | 4.080                               | 65,22                             |
| 220 | Jussari                                             | Walnio Ribeiro Muniz                     | PT      | 1.443                               | 41,48                             |
| 221 | Jussiape                                            | Elpídio Paiva Luz                        | PL      | 2.452                               | 50,02                             |
| 222 | Lafaiete Coutinho                                   | Eugênio José Azevedo Santos              | PFL     | 1.422                               | 52,67                             |
| 223 | Lagoa Real                                          | Pedro Cardoso Castro                     | PTB     | 3.959                               | 94,26                             |
| 224 | Laje                                                | Raimundo José de Almeida                 | PFL     | 5.339                               | 55,09                             |
| 225 | Lajedão                                             | Danilo Rodrigues Fraga                   | PFL     | 2.463                               | 100,00                            |
| 226 | Lajedinho                                           | Antonio Mário Lima Silva                 | PFL     | 2.569                               | 100,00                            |
| 227 | Lajedo do Tabocal                                   | Reivaldo Moreira Fagundes                | PTB     | 3.093                               | 86,98                             |
| 228 | Lamarão                                             | Florêncio Mamédio da Silva               | PRP     | 1.974                               | 52,68                             |
| 229 | Lapão                                               | José Ricardo Rodrigues Barbosa           | PTB     | 7.003                               | 56,19                             |
| 230 | Lauro de Freitas                                    | Roberto de Oliveira Muniz                | PMDB    | 14.911                              | 48,45                             |
| 231 | Lençóis                                             | Emmanoel Calmom Maciel                   | PMDB    | 1.756                               | 56,57                             |
| 232 | Licínio de Almeida                                  | Áureo Mendes da Silva                    | PT      | 3.594                               | 56,20                             |
| 233 | Livramento de Nossa Senhora                         | Emerson José Osório Pimentel Leal        | PFL     | 8.677                               | 50,60                             |
| 234 | Macajuba                                            | Fernão Dias de Ramalho Sampaio           | PMDB    | 3.956                               | 81,50                             |
| 235 | Macarani                                            | Armando de Sousa Porto                   | PMDB    | 4.777                               | 60,05                             |
| 236 | Macaúbas                                            | Sebastião Nunes                          | PFL     | 9.643                               | 54,19                             |
| 237 | Macururé                                            | Eugênio Pacelli Almeida Gonçalves        | PTB     | 1.934                               | 50,35                             |
| 238 | Madre de Deus                                       | Carmen Gandarela Guedes                  | PTB     | 3.017                               | 50,46                             |
| 239 | Maetinga                                            | Enídio Vieira de Aguiar                  | PTB     | 2.028                               | 53,23                             |
| 240 | Maiquinique                                         | José Francisco de Lacerda                | PTB     | 2.126                               | 55,01                             |
| 241 | Mairi                                               | Ramon González Miranda                   | PFL     | 4.795                               | 49,8                              |
| 242 | Malhada                                             | Valdemar Lacerda Silva Filho             | PFL     | 3.611                               | 57,89                             |
| 243 | Malhada de Pedras                                   | Ramon dos Santos                         | PPB     | 2.068                               | 51,12                             |
| 244 | Manoel Vitorino                                     | Caitano Bernardino de Santana            | PL      | 4.951                               | 88,03                             |
| 245 | Mansidão                                            | Rosa Amélia de Oliveira Lima             | PL      | 2.168                               | 41,33                             |
| 246 | Maracás                                             | Fernando Oliveira de Carvalho            | PSDB    | 6.612                               | 66,44                             |
| 247 | Maragogipe                                          | Bartolomeu de Ataíde Teixeira            | PFL     | 7.756                               | 42,90                             |
| 248 | Maraú                                               | Manoel Nery Damasceno                    | PSC     | 2.274                               | 45,04                             |
| 249 | Marcionílio Souza                                   | Edson Ferreira de Brito                  | PMDB    | 2.980                               | 56,65                             |
| 250 | Mascote                                             | Carlos Alberto Lima de Carvalho          | PSDB    | 3.937                               | 60,94                             |
| 251 | Mata de São João                                    | Márcia Cavalcanti Careiro Dias           | PTB     | 8.457                               | 53,30                             |
| 252 | Matina                                              | Francisco José Cardoso de Castro         | PTB     | 3.583                               | 71,42                             |
| 253 | Medeiros Neto                                       | Adalberto Alves Pinto                    | PSB     | 6.421                               | 51,81                             |
| 254 | Miguel Calmon                                       | José Ricardo Leal Requião                | PL      | 7.434                               | 65,47                             |
| 255 | Milagres                                            | Adério Moura Machado                     | PTB     | 3.589                               | 64,71                             |
| 256 | Mirangaba                                           | Arthur Miranda de Carvalho               | PTB     | 3.695                               | 59,94                             |
| 257 | Mirante                                             | Ananias Ramos Lima                       | PSL     | 1.803                               | 56,50                             |
| 258 | Monte Santo                                         | Jorge José Andrade                       | PFL     | 9.539                               | 49,46                             |
| 259 | Morpará                                             | Felisberto Almeida Filho                 | PFL     | 2.834                               | 62,13                             |
| 260 | Morro do Chapéu                                     | Aliomar da Rocha Soares                  | PPB     | 6.024                               | 42,53                             |
| 261 | Mortugaba                                           | Antenor Souza                            | PFL     | 3.356                               | 53,06                             |
| 262 | Mucugê                                              | Tácio Medrado Mattos                     | PPB     | 2.897                               | 76,42                             |
| 263 | Mucuri                                              | Milton José Fonseca Borges               | PFL     | 4.982                               | 46,97                             |
| 264 | Mulungu do Morro                                    | Amauri Saldanha de Lucena                | PPB     | 2.058                               | 52,18                             |
| 265 | Mundo Novo                                          | Wilson Lincoln Muricy                    | PMDB    | 4.067                               | 54,63                             |
| 266 | Muniz Ferreira                                      | Dilson Carlos Barreto Souza              | PFL     | 1.753                               | 54,95                             |
| 267 | Muquém do São Francisco                             | Gilson Gomes de Santana Pereira          | PMDB    | 2.039                               | 57,88                             |
| 268 | Muritiba                                            | Humberto Oliveira Silva                  | PTB     | 4.167                               | 39,13                             |
| 269 | Mutuípe                                             | Gilberto dos Santos Rocha                | PFL     | 6.660                               | 65,74                             |
| 270 | Nazaré                                              | Clóvis Figueiredo Souza                  | PRP     | 7.057                               | 52,68                             |
| 271 | Nilo Peçanha                                        | Antonio Galdino de Oliveira Filho        | PL      | 2.985                               | 61,22                             |
| 272 | Nordestina                                          | Wilson Araújo Matos                      | PL      | 2.653                               | 66,11                             |
| 273 | Nova Canaã                                          | Valmir Rocha Andrade                     | PDT     | 3.601                               | 52,27                             |
| 274 | Nova Fátima                                         | Cláudio Ferreira Pereira                 | PFL     | 2.543                               | 55,38                             |
| 275 | Nova Ibiá                                           | Aslan Vilas Boas Brito                   | PMDB    | 2.667                               | 66,11                             |
| 276 | Nova Itarana                                        | Theonas Silva Rebouças                   | PTB     | 2.094                               | 59,24                             |
| 277 | Nova Redenção                                       | Luciano Cezar Gomes Azevedo              | PL      | 2.159                               | 50,90                             |
| 278 | Nova Soure                                          | José Ramos de Souza                      | PL      | 4.448                               | 39,45                             |
| 279 | Nova Viçosa                                         | Manoel Costa Almeida                     | PSB     | 6.386                               | 60,60                             |
| 280 | Novo Horizonte                                      | Jairo de Araújo Queiroz                  | PL      | 2.591                               | 58,53                             |
| 281 | Novo Triunfo                                        | Arivaldo de Andrade Nilo                 | PFL     | 1.879                               | 54,15                             |
| 282 | Olindina                                            | Antonio João Ribeiro da Cruz             | PTB     | 8.269                               | 100,00                            |
| 283 | Oliveira dos Brejinhos                              | Antonio Alves Lopes                      | PSDB    | 6.657                               | 64,58                             |
| 284 | Ouriçangas                                          | Alfeu de Souza Fernandes                 | PFL     | 2.825                               | 74,24                             |
| 285 | Pindaí (ex-Ouro Branco)                             | João Evangelista Veiga Pereira           | PL      | 5.160                               | 72,24                             |
| 286 | Ourolândia                                          | Eliud Freire de Mello                    | PL      | 3.445                               | 50,79                             |
| 287 | Palmas de Monte Alto                                | Fernando Nogueira Laranjeira             | PTB     | 5.522                               | 54,74                             |
| 288 | Palmeiras                                           | Carlos Alberto da Silva Lopes            | PTB     | 2.141                               | 53,30                             |
| 289 | Paramirim                                           | Júlio Bernardo Brito Vieira Bittencourt  | PTB     | 6.783                               | 69,04                             |
| 290 | Paratinga                                           | Eliezer Pereira Dourado Filho            | PFL     | 6.276                               | 49,10                             |
| 291 | Paripiranga                                         | José Menezes de Carvalho                 | PTB     | 8.645                               | 70,47                             |
| 292 | Pau Brasil                                          | Durval José de Santana                   | PMDB    | 2.584                               | 40,74                             |
| 293 | Paulo Afonso                                        | Paulo Barbosa de Deus                    | PFL     | 24.357                              | 63,93                             |
| 294 | Pé de Serra                                         | Saturnino Vieira de Santana              | PFL     | 3.654                               | 52,20                             |
| 295 | Pedrão                                              | Gabriel Ribeiro Nogueira                 | PFL     | 1.838                               | 44,70                             |
| 296 | Pedro Alexandre                                     | Petrônio Pereira Gomes                   | PPB     | 2.619                               | 58,13                             |
| 297 | Piatã                                               | Edemar Lúcio Ribeiro Martins             | PL      | 5.406                               | 61,11                             |
| 298 | Pilão Arcado                                        | José Lauro Teixeira da Rocha             | PFL     | 7.235                               | 58,45                             |
| 299 | Pindobaçu                                           | Hélio Palmeira de Carvalho               | PTB     | 4.244                               | 51,36                             |
| 300 | Pintadas                                            | Neuza Cadore                             | PT      | 2.664                               | 53,02                             |
| 301 | Piraí do Norte                                      | Edivaldo Manoel dos Santos               | PTB     | 1.860                               | 51,77                             |
| 302 | Piripá                                              | Luciano Ribeiro Rocha                    | PTB     | 2.984                               | 63,37                             |
| 303 | Piritiba                                            | Etemilson Sampaio Assis                  | PFL     | 5.449                               | 92,45                             |
| 304 | Planaltino                                          | Naice Gomes Machado                      | PPB     | 1.906                               | 46,73                             |
| 305 | Planalto                                            | Dinarte Alves Moitinho                   | PTB     | 5.127                               | 51,96                             |
| 306 | Poções                                              | Antonio Edvaldo Macedo Mascarenhas       | PTB     | 10.442                              | 75,52                             |
| 307 | Pojuca                                              | Maria Luiza Dias Laudano                 | PTB     | 8.047                               | 63,93                             |
| 308 | Ponto Novo                                          | Renivaldo José Porcino                   | PTB     | 2.778                               | 56,11                             |
| 309 | Porto Seguro                                        | José Ubaldino Alves Pinto Junior         | PTB     | 8.797                               | 44,22                             |
| 310 | Potiraguá                                           | João Pereira Lisboa                      | PTB     | 2.561                               | 51,92                             |
| 311 | Prado                                               | Antonio Barreto da Silva                 | PL      | 3.609                               | 40,90                             |
| 312 | Presidente Dutra                                    | Dislai Ferreira Evangelista              | PFL     | 3.873                               | 56,63                             |
| 313 | Presidente Jânio Quadros                            | Hermes Bonfim Cheles Nascimento          | PFL     | 2.970                               | 50,03                             |
| 314 | Presidente Tancredo Neves                           | Aurelino Rocha de Matos                  | PFL     | 4.128                               | 52,33                             |
| 315 | Queimadas                                           | José Mauro de Oliveira Filho             | PFL     | 6.922                               | 56,31                             |
| 316 | Quijingue                                           | Joaquim Manoel dos Santos                | PFL     | 6.348                               | 52,38                             |
| 317 | Quixabeira                                          | Raulindo de Araújo Rios                  | PL      | 2.208                               | 51,54                             |
| 318 | Rafael Jambeiro                                     | Alcides Sampaio de Oliveira              | PPB     | 5.873                               | 62,90                             |
| 319 | Remanso                                             | José Clementino de Carvalho Filho        | PRP     | 10.411                              | 58,82                             |
| 320 | Retirolândia                                        | Adelídio Martins dos Santos Junior       | PFL     | 4.225                               | 56,49                             |
| 321 | Riachão das Neves                                   | Antonio Américo de Lima Filho            | PFL     | 5.189                               | 48,09                             |
| 322 | Riachão do Jacuípe                                  | Herval Lima Campos                       | PL      | 9.449                               | 52,94                             |
| 323 | Riacho de Santana                                   | Tito Eugênio Cardoso de Castro           | PTB     | 8.162                               | 59,35                             |
| 324 | Ribeira do Amparo                                   | Manoel Rodrigues Barbosa                 | PTB     | 3.678                               | 54,41                             |
| 325 | Ribeira do Pombal                                   | Edvaldo Cardoso Calasans                 | PSDB    | 10.069                              | 53,56                             |
| 326 | Ribeirão do Largo                                   | Paulo de Almeida Luz                     | PL      | 2.659                               | 71,40                             |
| 327 | Rio de Contas                                       | Pedro da Rocha Reis Filho                | PFL     | 5.475                               | 68,07                             |
| 328 | Rio do Antônio                                      | Luiz Alves Farias                        | PL      | 3.060                               | 50,02                             |
| 329 | Rio do Pires                                        | José de Oliveira Macedo                  | PFL     | 3.319                               | 51,43                             |
| 330 | Rio Real                                            | João Rodrigues de Góes                   | PSC     | 6.926                               | 58,13                             |
| 331 | Rodelas                                             | João da Mata Fonseca                     | PL      | 1.923                               | 58,38                             |
| 332 | Ruy Barbosa                                         | Itamar José de Oliveira                  | PTB     | 6.098                               | 45,28                             |
| 333 | Salinas da Margarida                                | Wilson Ribeiro Pedreira                  | PTB     | 3.595                               | 83,53                             |
| 334 | Salvador                                            | Antônio José Imbassahy da Silva          | PFL     | 407.019                             | 51,65                             |
| 335 | Santa Bárbara                                       | Airton Oliveira da Silva                 | PPB     | 8.713                               | 81,78                             |
| 336 | Santa Brígida                                       | Rosália Rodrigues França                 | PTB     | 2.937                               | 52,93                             |
| 337 | Santa Cruz Cabrália                                 | Geraldo Scaramussa                       | PFL     | 3.348                               | 64,96                             |
| 338 | Santa Cruz da Vitória                               | Francisco Olavo Mafra Magalhães          | PL      | 1.185                               | 47,96                             |
| 339 | Santa Inês                                          | Romildo Alcântara de Andrade             | PPB     | 3.833                               | 56,43                             |
| 340 | Santa Luzia                                         | Agnaldo Ferreira dos Santos              | PTB     | 2.200                               | 39,78                             |
| 341 | Santa Maria da Vitória                              | Nery Pereira Batista                     | PSC     | 4.926                               | 29,16                             |
| 342 | Santa Rita de Cássia                                | José Benedito Rocha Aragão               | PMDB    | 6.370                               | 54,57                             |
| 343 | Santa Teresinha                                     | Maria Cardoso de Lima                    | PMDB    | 2.695                               | 57,72                             |
| 344 | Santaluz                                            | Joélcio Martins da Silva                 | PMDB    | 8.389                               | 55,25                             |
| 345 | Santana                                             | Wilson Neves de Almeida                  | PSDB    | 6.715                               | 53,78                             |
| 346 | Santanópolis                                        | Manoel Alves da Silva                    | PTB     | 3.285                               | 56,96                             |
| 347 | Santo Amaro                                         | Raimundo José Carneiro Pimenta           | PL      | 8.228                               | 33,14                             |
| 348 | Santo Antônio de Jesus                              | Álvaro Veloso Bessa                      | PFL     | 16.145                              | 49,08                             |
| 349 | Santo Estêvão                                       | Antenor Marques Fonseca                  | PTB     | 8.555                               | 53,54                             |
| 350 | São Desidério                                       | João Barbosa de Souza Sobrinho           | PFL     | 4.007                               | 43,06                             |
| 351 | São Domingos                                        | Izaque Pinheiro da Costa                 | PFL     | 2.996                               | 57,31                             |
| 352 | São Felipe                                          | José Guedes                              | PL      | 6.347                               | 54,77                             |
| 353 | São Félix                                           | Eduardo José de Macedo                   | PSL     | 2.721                               | 44,18                             |
| 354 | São Félix do Coribe                                 | Cláudio Silva Nery                       | PTB     | 2.625                               | 44,70                             |
| 355 | São Francisco do Conde                              | Osmar Ramos                              | PMDB    | 6.566                               | 53,18                             |
| 356 | São Gabriel                                         | Edes José da Rocha                       | PFL     | 4.903                               | 57,46                             |
| 357 | São Gonçalo dos Campos                              | Clóvis José de Freitas Borja             | PL      | 5.888                               | 52,56                             |
| 358 | São José da Vitória                                 | José Ávila Silveira                      | PFL     | 1.667                               | 50,39                             |
| 359 | São José do Jacuípe                                 | Daniel Alves de Sousa                    | PMDB    | 2.335                               | 50,93                             |
| 360 | São Miguel das Matas                                | Antonio Souza Andrade                    | PPB     | 2.773                               | 52,81                             |
| 361 | São Sebastião do Passé                              | José Valdomiro Pena                      | PMDB    | 10.247                              | 58,61                             |
| 362 | Sapeaçu                                             | Eládio Borges Lima                       | PFL     | 4.531                               | 50,82                             |
| 363 | Sátiro Dias                                         | Joaquim Belarmino Cardoso Neto           | PL      | 3.503                               | 48,39                             |
| 364 | Saubara                                             | Carlos Antônio Sampaio dos Reis          | PL      | 3.051                               | 52,40                             |
| 365 | Saúde                                               | Dinaldo Caetano da Silva                 | PFL     | 4.001                               | 71,42                             |
| 366 | Seabra                                              | José Carlos Santos de Athayde            | PTB     | 10.973                              | 69,38                             |
| 367 | Sebastião Laranjeiras                               | Luiz Rodrigues Monção                    | PMDB    | 2.487                               | 59,03                             |
| 368 | Senhor do Bonfim                                    | Cândido Augusto de Freitas Martins       | PFL     | 15.895                              | 53,52                             |
| 369 | Sento Sé                                            | Ednaldo dos Santos Barros                | PL      | 8.560                               | 57,09                             |
| 370 | Serra do Ramalho                                    | Alberto Anísio Souto Godoy               | PFL     | 5.885                               | 53,64                             |
| 371 | Serra Dourada                                       | Jovito Teixeira de Oliveira              | PFL     | 5.732                               | 64,30                             |
| 372 | Serra Preta                                         | Antônio Batista da Silva                 | PL      | 3.985                               | 37,88                             |
| 373 | Serrinha                                            | Paulino Alexandre Santana                | PL      | 16.397                              | 46,37                             |
| 374 | Serrolândia                                         | José Orácio Pires                        | PL      | 3.661                               | 57,71                             |
| 375 | Simões Filho                                        | Edson Almeida de Jesus                   | PTB     | 24.270                              | 82,65                             |
| 376 | Sítio do Mato                                       | Dionizio Antônio da Silva                | PMDB    | 2.050                               | 62,20                             |
| 377 | Sítio do Quinto                                     | Antônio Marques do Nascimento            | PTB     | 3.547                               | 73,85                             |
| 378 | Sobradinho                                          | Luiz Berti Tomas Sanjuan                 | PDT     | 8.185                               | 69,60                             |
| 379 | Souto Soares                                        | Petrônio Batista de Souza                | PSL     | 4.617                               | 90,71                             |
| 380 | Tabocas do Brejo Velho                              | Martiniano Gonçalves de Araújo           | PMDB    | 3.065                               | 51,12                             |
| 381 | Tanhaçu                                             | Jorge Teixeira da Rocha                  | PTB     | 6.338                               | 68,33                             |
| 382 | Tanque Novo                                         | José Messias Carneiro                    | PFL     | 3.789                               | 58,46                             |
| 383 | Tanquinho                                           | João Bispo Soares da Cruz                | PFL     | 3.250                               | 50,91                             |
| 384 | Taperoá                                             | Paulo Roberto Saldanha Vianna            | PMDB    | 3.387                               | 45,78                             |
| 385 | Tapiramutá                                          | Raimundo Vasconcelos Santos              | PTB     | 2.420                               | 58,30                             |
| 386 | Teixeira de Freitas                                 | Wagner Ramos de Mendonça                 | PL      | 17.793                              | 49,05                             |
| 387 | Teodoro Sampaio                                     | Euzebio dos Reis Costa                   | PTB     | 1.994                               | 46,46                             |
| 388 | Teofilândia                                         | Carlos Afonso de Oliveira                | PL      | 4.053                               | 39,31                             |
| 389 | Teolândia                                           | João Ramos de Oliveira                   | PFL     | 3.017                               | 50,95                             |
| 390 | Terra Nova                                          | Francisco Hélio de Souza                 | PTB     | 2.198                               | 38,35                             |
| 391 | Tremedal                                            | Joaquim Nonato da Silva                  | PSDB    | 4.177                               | 53,37                             |
| 392 | Tucano                                              | Gildásio Penedo Cavalcanti de Albuqueque | PFL     | 10.365                              | 54,96                             |
| 393 | Uauá                                                | Pedro Batista Ribeiro                    | PMDB    | 6.990                               | 55,53                             |
| 394 | Ubaíra                                              | Lúcio Passos Monteiro                    | PFL     | 5.305                               | 60,57                             |
| 395 | Ubaitaba                                            | José Guilherme Corrêa                    | PL      | 5.131                               | 47,41                             |
| 396 | Ubatã                                               | Almenísio Braga Lopes                    | PMN     | 4.612                               | 44,19                             |
| 397 | Uibaí                                               | Ubiraci Rocha Levi                       | PPB     | 3.539                               | 49,19                             |
| 398 | Umburanas                                           | Joel Muniz de Almeida                    | PFL     | 2.431                               | 45,14                             |
| 399 | Una                                                 | Dejair Birschner                         | PSDB    | 5.272                               | 50,25                             |
| 400 | Urandi                                              | José Humberto Carvalho Rocha             | PFL     | 5.226                               | 63,72                             |
| 401 | Uruçuca                                             | Moacyr Batista de Souza Leite Júnior     | PTB     | 4.215                               | 37,82                             |
| 402 | Utinga                                              | Luiz Alberto Silva Muniz                 | PFL     | 3.692                               | 53,43                             |
| 403 | Valença                                             | Agenildo Ramalho Gonçalves               | PMDB    | 13.822                              | 52,03                             |
| 404 | Valente                                             | Reinaldo Ramos Rios                      | PPB     | 5.448                               | 49,16                             |
| 405 | Várzea da Roça                                      | Wilson Lázaro Brasileiro Mascarenhas     | PTB     | 2.903                               | 50,03                             |
| 406 | Várzea do Poço                                      | Terêncio de Carvalho Lopes               | PSC     | 2.742                               | 62,02                             |
| 407 | Várzea Nova                                         | Dion Avelino da Silva                    | PTB     | 3.760                               | 61,64                             |
| 408 | Varzedo                                             | Erotildes Silva Souza                    | PFL     | 2.669                               | 57,18                             |
| 409 | Vera Cruz                                           | Nicandro Moreira de Macedo               | PTB     | 5.728                               | 49,52                             |
| 410 | Vereda                                              | Francisco Silva Passos                   | PL      | 2.064                               | 57,08                             |
| 411 | Vitória da Conquista                                | Guilherme Menezes de Andrade             | PT      | 52.928                              | 59,75                             |
| 412 | Wagner                                              | Iris Alencar Fernandes da Silva          | PFL     | 1.849                               | 53,38                             |
| 413 | Wanderley                                           | Nelson Rocha de Magalhães                | PTB     | 2.712                               | 44,60                             |
| 414 | Wenceslau Guimarães                                 | Carlos Durval Passos da Silva            | PL      | 3.576                               | 53,52                             |
| 415 | Xique-Xique                                         | Eser Rocha                               | PTB     | 11.969                              | 57,87                             |